# عشق هوگو
عشق هوگو (کره‌ای: 호구의 사랑) یک مجموعهٔ تلویزیونی کره جنوبی سال ۲۰۱۵ بر پایه وب‌تون داوم با همین نام اثر یو هیون سوک و با بازی چوی وو شیک، یوئی، ایم سولونگ و لی سو کیونگ است. این مجموعه از ۹ فوریه تا ۳۱ مارس ۲۰۱۵، روزهای دوشنبه و سه‌شنبه ساعت ۲۳:۰۰ (کی‌اس‌تی) از تی‌وی‌ان برای ۱۶ قسمت پخش شد.